# Pecetto Torinese
Pecetto Torinese est une commune de la ville métropolitaine de Turin, dans le Piémont, en Italie.

## Personnalités

### Personnalités nées à Pecetto Torinese
- Roberto Rosetti (1967), arbitre de football.

## Administration
| Période                                  | Période  | Identité                  | Étiquette    | Qualité |
| ---------------------------------------- | -------- | ------------------------- | ------------ | ------- |
| 14 juin 2004                             | En cours | Agostino Giuseppe Miranti | Lista Civica |         |
| Les données manquantes sont à compléter. |          |                           |              |         |

### Hameaux
San Pietro, Serra, San Martino, Rosero, Eremo, Maddalena, Bric della Croce.

### Communes limitrophes

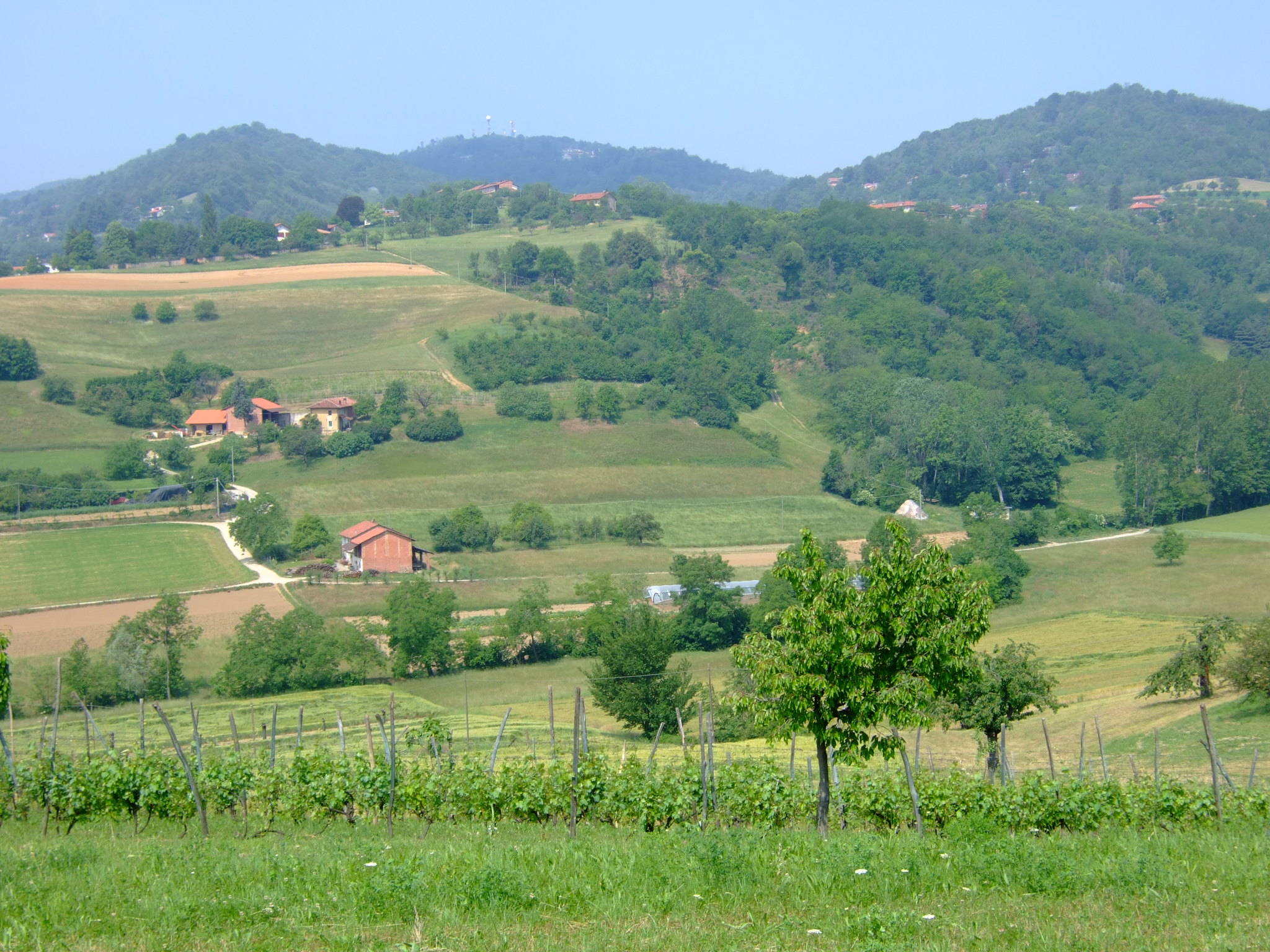
Paysage rural à Pecetto Torinese.

Turin, Pino Torinese, Chieri, Moncalieri, Cambiano, Trofarello.

### Évolution démographique
Habitants recensés